# Domingo Díaz Martínez

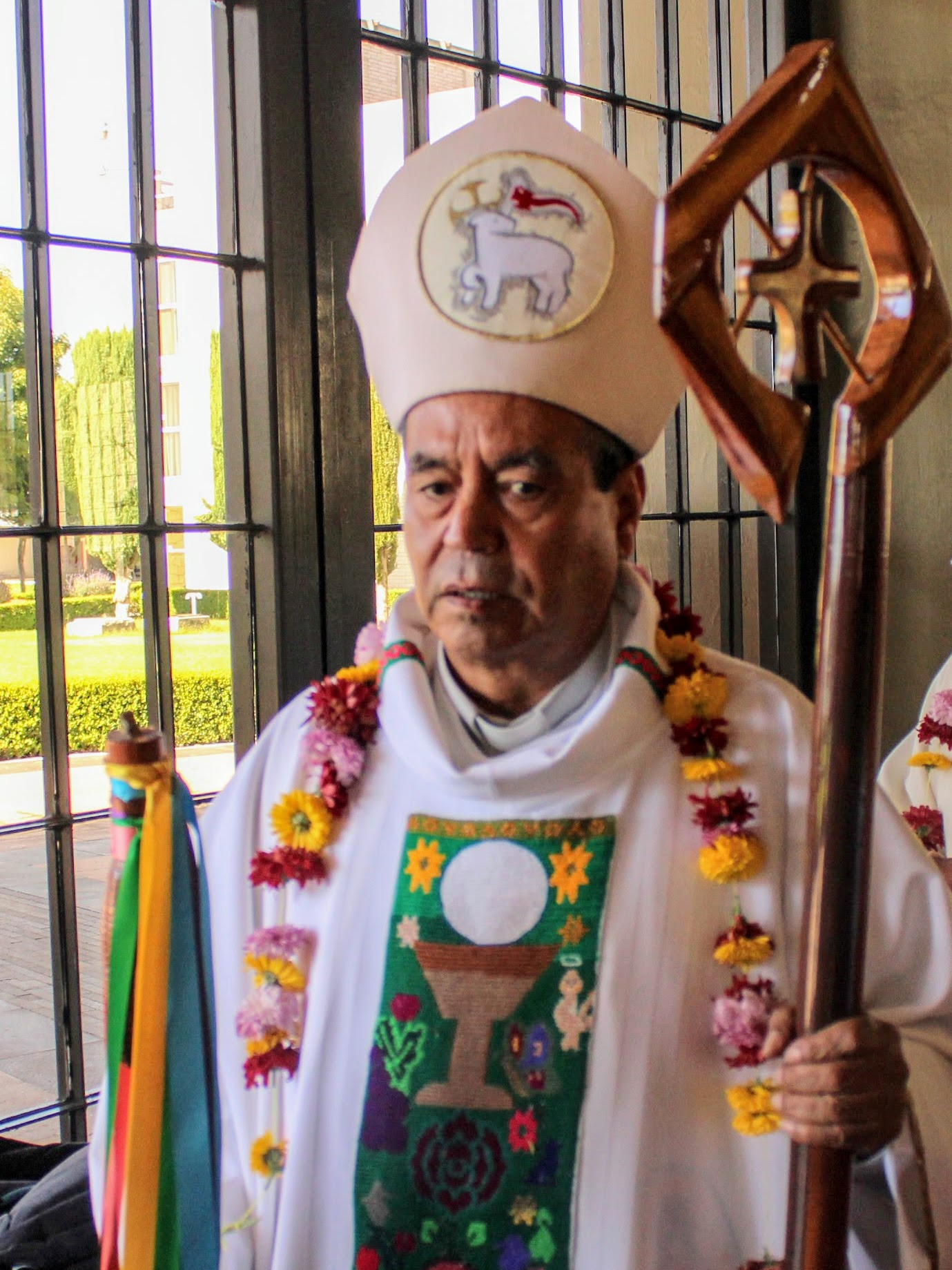
Domingo Díaz Martínez, 2019

Erzbischofswappen von Domingo Díaz Martínez

Domingo Díaz Martínez (* 4. August 1948 in Bravo, Bundesstaat Querétaro) ist ein mexikanischer Geistlicher und emeritierter römisch-katholischer Erzbischof von Tulancingo.

## Leben
Domingo Díaz Martínez studierte Philosophie und Katholische Theologie am Priesterseminar in Santiago de Querétaro. Am 27. Juni 1977 empfing er durch den Bischof von Querétaro, Alfonso Tóriz Cobián, das Sakrament der Priesterweihe für das Bistum Querétaro. Anschließend setzte er seine Studien an der Päpstlichen Universität Gregoriana in Rom fort, an der er ein Lizenziat im Fach Soziologie erwarb.
Nach Rückkehr in seine Heimat war Díaz Martínez als Pfarrer tätig. Zudem koordinierte er die Berufungspastoral, die Sozialpastoral und die Caritas im Bistum Querétaro. Von 1992 bis 2001 fungierte er als Regens des Priesterseminars in Santiago de Querétaro. Ab 2001 war Díaz Martínez Bischofsvikar für die Pastoral im Bistum Querétaro und erneut Pfarrer.
Papst Johannes Paul II. ernannte ihn am 23. März 2002 zum Bischof von Tuxpan. Der Bischof von Querétaro, Mario de Gasperín Gasperín, spendete ihm am 1. Mai desselben Jahres in der Kirche des Priesterseminars in Tuxpan die Bischofsweihe; Mitkonsekratoren waren Erzbischof Giuseppe Bertello, Apostolischer Nuntius in Mexiko, und Sergio Obeso Rivera, Erzbischof von Jalapa. Sein Wahlspruch Fortitudo mea Dominus („Meine Stärke ist der Herr“) stammt aus Ex 15,2 .
Am 4. Juni 2008 bestellte ihn Papst Benedikt XVI. zum Erzbischof von Tulancingo. Die Amtseinführung erfolgte am 31. Juli desselben Jahres. Papst Franziskus nahm am 3. Juli 2024 das altersbedingte Rücktrittsgesuch von Domingo Díaz Martínez an.
In der Mexikanischen Bischofskonferenz war Díaz Martínez zudem für die Gefängnisseelsorge verantwortlich.